# All the Winners
All the Winners è un film muto del 1920 diretto da Geoffrey Malins (come Geoffrey H. Malins).

## Trama
Una donna cerca di ricattare un ricco trainer per forzarne la figlia a sposare un ladro.

## Produzione
Il film fu prodotto dalla G.B. Samuelson Productions.

## Distribuzione
Distribuito dalla General Film Distributors (GFD), il film uscì nelle sale cinematografiche britanniche nell'agosto 1920.